# Théodore Désorgues
Théodore Désorgues, né à Aix-en-Provence le 9 novembre 1764 et mort à Saint-Maurice le 5 juin 1808, est un poète français révolutionnaire. 
Il vient d'une famille parlementaire aixoise installée. Proche des Jacobins, son heure de gloire vient lorsque le peuple de Paris chante son Hymne à l'Être suprême sur le Champ de Mars, lors de la fête de l'Être suprême, le 20 prairial de l'an II (8 juin 1794). 
Robespierriste, il échappe de peu à la guillotine lors de la chute de l'Incorruptible. Il se retourne alors contre son ancien maître, « tribun perfide », dans ses paroles du chant du 9 thermidor. Il tombe dans l'oubli durant le Directoire.
Resté républicain après le 18 brumaire, il rédige des chansons et des poèmes se moquant de « Napoléon, ce grand caméléon ». Le succès de cette dernière irrite Bonaparte. Le Premier Consul l'enferme à l'asile de Charenton en 1803 avec entre autres le marquis de Sade.

## Publications
- Rousseau ou L'Enfance, poème, suivi des Transtéverins, ou les Sans-culottes du Tibre et de poésies lyriques (v. 1790)
- Hymne à l'Etre suprême envoié par le Comité de Salut public à l'Institut national de musique pour être chanté à la fête du 20 Prairial l'an 2e de la République française et envoié dans les départemens (1794)
- Ode à Jean-Jacques Rousseau (v. 1794)
- Voltaire, ou le Pouvoir de la philosophie, poème, à Paris : chez les marchands de nouveautés, an VII  (1798)
- Les Jeux d'Elbequier. Nilienne, à Paris : chez les marchands de nouveautés, an VIII (1799)
- Les Fêtes du Génie, précédées d'autres poésies lyriques (1799)
- Hommage à la paix (1800)
- Le Pape et le mufti, ou la Réconciliation des cultes, pièce en un acte (v. 1800)